# Tatlı İntikam
Tatlı İntikam es una serie de televisión turca emitida en 2016 por Kanal D.

## Trama
Pelin tiene una vida perfecta: es bella, inteligente, tiene un excelente trabajo y está a punto de casarse con el hombre de sus sueños. Pero cuando Tolga, su novio, la abandona en el altar, todo parece derrumbarse. Un día, por la calle, una mujer le dice que su mala suerte en el amor se debe a que ella hizo daño a otra persona en el pasado, y que hasta obtener su perdón no logrará ser feliz. Haciendo un esfuerzo, Pelin recuerda a Tankut, un compañero de facultad tímido y poco agraciado que estaba enamorado de ella, y del cual Pelin se aprovechaba para obtener favores y regalos. Tras ser rechazado cruelmente por ella, Tankut decidió abandonar la universidad.
Cuando Pelin encuentra a Tankut, este ya no es el mismo. Ahora, con el nombre de Sinan, es un atractivo hombre de gran personalidad, además de dueño de un restaurante. Y, cuando ella acude a él rogando su perdón para poder deshacerse de la maldición, Sinan se da cuenta de que ha llegado el momento de llevar a cabo su dulce venganza.

## Reparto
- Leyla Lydia Tuğutlu como Pelin Seyhan.
- Furkan Andıç como Sinan Yılmaz / Tankut.
- Can Nergis como Tolga Tanık.
- Çağrı Çıtanak como Bülent.
- Hazal Türesan como Başak.
- Cemre Gümeli como Simay.
- Zeyno Günenç como Süheyla Seyhan.
- Kerem Atabeyoğlu como Rıza Seyhan.
- Ayşenil Şamlıoğlu como Meliha.
- Bülent Seyran como Necip.
- Seren Deniz Yalçın como Ceyda.
- Elif Çakman como Havva.
- Emre Taşkıran como Hakan.
- Gürsu Gür como Zübeyir.
- Barış Gönenen como Serkan.
- Kaan Küçük como Berkay.
- Alya İydiş como Bengisu.
- Büşra Develi como Rüzgar Sürer.
- Toygun Ateş como Turgut.
- Deniz Özerman como Safiye.
- İlker Kızmaz como Barış Altınay.
- Eylül Su Sapan como Duygu.

## Premios y nominaciones
| Año  | Premios               | Categoría               | Nominado(a)                        | Resultado | Ref.  |
| ---- | --------------------- | ----------------------- | ---------------------------------- | --------- | ----- |
| 2016 | Premios Altın Kelebek | Mejor serie de comedia  | Tatlı İntikam                      | Nominada  | [ 2 ] |
| 2016 | Premios Altın Kelebek | Mejor actriz de comedia | Leyla Lydia Tuğutlu                | Nominada  | [ 2 ] |
| 2016 | Premios Altın Kelebek | Mejor actor de comedia  | Furkan Andıç                       | Nominado  | [ 2 ] |
| 2016 | Premios Altın Kelebek | Mejor pareja de serie   | Leyla Lydia Tuğutlu - Furkan Andıç | Ganadores | [ 3 ] |